# De Variant Breda
De Variant Breda – holenderski klub szachowy, wielokrotny mistrz kraju, zdobywca Pucharu Europy w 1998 roku.

## Historia
Klub został założony przez sprzedawcę tekstyliów z Bredy, Henka Verstappena. W latach 1994 i 1996–2006 klub dwunastokrotnie zdobywał mistrzostwo Holandii, zarówno pod nazwą De Variant, jak i pod nazwą sponsorów: Panfox, Ordina, ZZICT i U-Boat Worx. Ponadto w 1998 roku zespół został zdobywcą Klubowego Pucharu Europy. W 2006 roku wskutek zmiany formatu mistrzostw Holandii De Variant zakończył działalność.

## Gracze reprezentujący klub
- Michael Adams
- Lewon Aronian
- Jewgienij Bariejew
- Ołeksandr Bielawski
- Albert Blees
- Frans Cuijpers
- Erik van den Doel
- Joël Lautier
- Siergiej Mowsesjan
- Michaił Gurewicz
- Ivan Sokolov
- Jan Timman
- Rafajel Wahanian
- John van der Wiel
- Loek van Wely